# Hovhannes Bachkov
Hovhannes Bachkov (in armeno Հովհաննես Բաչկով?; 2 dicembre 1992) è un pugile armeno.

## Palmarès

### Giochi olimpici
- 1 medaglia:
  - 1 bronzo (Tokyo 2020 nei pesi leggeri)

### Mondiali dilettanti
- 1 medaglia:
  - 1 bronzo (Amburgo 2017 nei pesi welter-leggeri)

### Europei dilettanti
- 1 medaglia:
  - 1 oro (Kharkiv 2017 nei pesi welter-leggeri)